# Алнісі
Алнісі (від ал(юміній), ні(кель) і лат. si(licium) - кремній)  — магнітно-тверді сплави на основі системи залізо — нікель — алюміній — кремній. За фізичними та механічними властивостями близький до алні. Використовується у виробництві постійних магнітів.